# Vallerange
Vallerange település Franciaországban, Moselle megyében. Lakosainak száma 211 fő (2022. január 1.). Vallerange Bérig-Vintrange, Bermering, Grostenquin, Harprich, Morhange és Racrange községekkel határos.

## Népesség
A település népessége az elmúlt években az alábbi módon változott:
| Lakosok száma | 216  | 210  | 212  | 209  | 211  | 213  | 212  | 211  | 211  |
|               | 2013 | 2015 | 2016 | 2017 | 2018 | 2019 | 2020 | 2021 | 2022 |